# Marta Hubová
Marta Hubová (* 19. října 1945) byla česká politička, v 90. letech 20. století poslankyně České národní rady a Poslanecké sněmovny za Hnutí za samosprávnou demokracii - Společnost pro Moravu a Slezsko, později za Občanskou demokratickou alianci.

## Biografie
Ve volbách v roce 1992 byla zvolena do České národní rady za Hnutí za samosprávnou demokracii - Společnost pro Moravu a Slezsko (volební obvod Severomoravský kraj). Zasedala ve výboru pro vědu, vzdělání, kulturu, mládež a tělovýchovu.
Od vzniku samostatné České republiky v lednu 1993 byla ČNR transformována na Poslaneckou sněmovnu Parlamentu České republiky. V ní setrvala do konce funkčního období, tedy do voleb v roce 1996. Do ČNR byla zvolena jako bezpartijní na kandidátce HSD-SMS, ale reprezentovala subjekt Hnutí za rovnoprávné postavení žen v Čechách a na Moravě. Na základě jeho rozhodnutí v listopadu 1993 přestoupila do poslaneckého klubu Občanské demokratické aliance. Jako důvod přestupu uvedla absenci dohody jejího mateřského hnutí s HSD-SMS. Za ODA pak neúspěšně kandidovala ve sněmovních volbách roku 1996.
V roce 2010 se jistá PhDr. Marta Hubová zmiňuje jako tajemnice senátního výboru pro vzdělávání, vědu, kulturu, lidská práva a petice.